# 権泰羲
権 泰羲（クォン・テヒ、朝鮮語: 권태희/權泰羲、1907年4月2日 - 1983年5月29日）は、大韓民国の政治家、牧師、教員、中学校校長。制憲国会議員、文教社会分科委員長。本貫は安東権氏。
作曲家・声楽家の権泰浩は兄。

## 経歴
慶尚北道金泉または慶尚南道密陽生まれ。大邱啓聖中学校、平壌崇実専門学校文科卒業。平壌神学校で牧師の按手を受け、同志社大学神学科修了（聴講生）。その後帰国し、安東と密陽の教会の牧師、キリスト教安東連合会会長を歴任した。解放後は京城神学校講師、密陽公立農林学校教師・校長を経て、1947年に金泉公立中学校校長を務めた。1948年の初代総選挙で金泉郡から無所属で出馬し当選した後、国会で文教社会分科委員長などを務め、農地改革、国軍の組織にも参加したが、朝鮮戦争の際に北朝鮮に拉致された。北朝鮮では在北平和統一促進協議会発起人兼中央委員を務めたが、1983年5月29日に77歳で死去した。